# Magadan
Magadan (russisch Магадан) ist eine russische Hafenstadt in der Oblast Magadan an zwei Buchten des Ochotskischen Meeres. Die Stadt hat 90.757 Einwohner (Stand: 1. Oktober 2021).
Der auch im Winter eisfreie Hafen wird militärisch genutzt. Bis zum Ende der Sowjetunion 1991 war er Sperrgebiet. Heute steht die Stadt Magadan für Touristen offen und auch der militärische Hafen kann von zivilen Schiffen genutzt werden.

## Geschichte

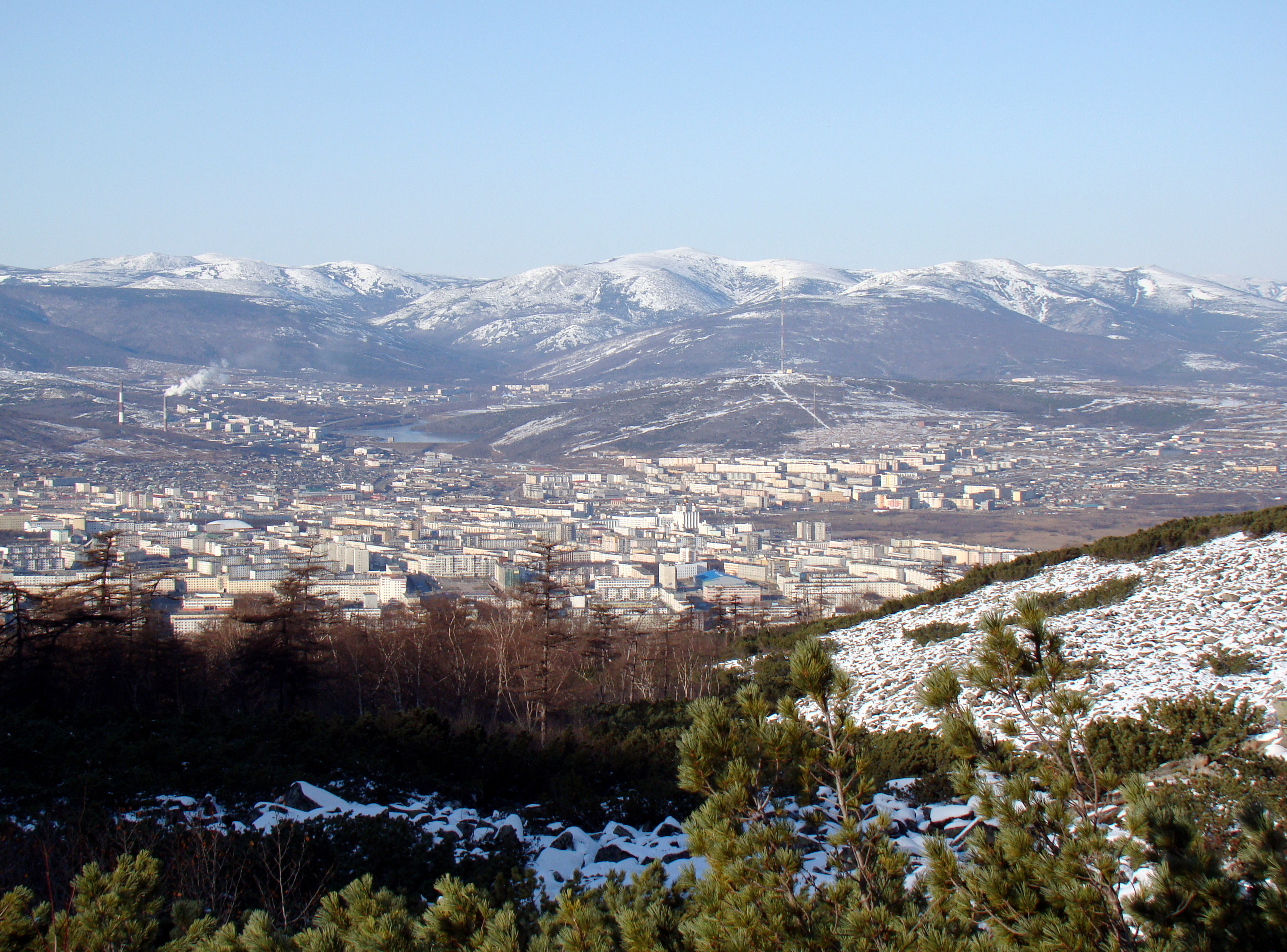
Magadan (2008)

Magadan entstand 1929 aus einem Fischerdorf zunächst als Zwangsarbeitslager für Häftlinge, die von Wladiwostok per Schiff eintrafen. In den 1930er Jahren wurde die Siedlung zum Verwaltungszentrum des Gulag-Lagerkomplexes der Bauhauptverwaltung des Fernen Nordens und der Hauptsitz von Dalstroi in der Region. Stadt und Hafen wurden hauptsächlich von Häftlingen und Verbannten errichtet. Gleichzeitig begann Dalstroi mit dem Bau der Kolymatrasse zu den 300 km nördlich gelegenen Goldfeldern an der Kolyma.
Ausgedehnte Sumpfgebiete und widrige Baubedingungen führten dazu, dass für diese Strecke tatsächlich eine rund 600 km lange Trasse angelegt wurde. Im Lauf der Jahre wurde die Straße bis ins 1700 km entfernte Jakutsk erweitert. Magadan erhielt im Jahr 1939 die Stadtrechte und diente bis in die 1950er Jahre hinein vor allem als Durchgangslager für die im Hinterland befindlichen Straf- und Arbeitslager der Stalinzeit.
Anfang der 1990er Jahre, in den Blütezeiten der Stadt als militärischer Hafen, verfügte Magadan noch über 150.000 Einwohner. Aufgrund der erheblichen Reduzierung militärischer Einrichtungen nimmt die Zahl der Bevölkerung seitdem ab.
1990 und 1991 hat man versucht, durch Kontakte mit deutschen Reiseveranstaltern (HFT) den Tourismus (Angeln und Jagen) aufzubauen. Nach anfänglichen Erfolgen brach der Kontakt wieder ab, weil Magadan nicht über die erforderliche Infrastruktur verfügte.

### Bevölkerungsentwicklung
| Jahr | Einwohner |
| ---- | --------- |
| 1939 | 027.313   |
| 1959 | 062.225   |
| 1970 | 092.105   |
| 1979 | 121.250   |
| 1989 | 151.652   |
| 2002 | 099.399   |
| 2010 | 095.982   |
| 2021 | 090.757   |

Anmerkung: Volkszählungsdaten

## Geografie

### Lage
Magadan liegt an der Küste des Ochotskischen Meeres, auf der Landverbindung zwischen dem Festland und der Starizki-Halbinsel (poluostrow Starizkogo). Die beiden Ufer der Landverbindung haben die Form von Buchten und heißen Nagajew-Bucht (Buchta Nagajewa) und Gertner-Bucht (Buchta Gertnera). Gleichzeitig befindet es sich inmitten eines gebirgigen Umlands. Magadan liegt (in Luftlinie) 5924 km nordöstlich von Moskau.

### Klima
Das Klima in Magadan ist subarktisch mit ausgeprägten saisonalen Schwankungen. Die Sommer sind kurz und kühl, während die Winter lang, sehr kalt und von starken Schneefällen geprägt sind.
Im Winter, von November bis März, sinken die Temperaturen oft unter −20 °C, mit Spitzenwerten, die bis zu −30 °C erreichen können. Gelegentlich fallen die Temperaturen in den kältesten Monaten auch unter −40 °C. Die Winter sind trocken, aber die Region erlebt regelmäßige Schneefälle, die eine dicke Schneedecke hinterlassen können.
Der Sommer ist relativ mild, mit Durchschnittstemperaturen zwischen 5 °C und 15 °C. Die wärmsten Monate sind Juni, Juli und August, wobei die Temperaturen gelegentlich 20 °C überschreiten können. Dennoch bleibt das Wetter wechselhaft und kühl, mit häufigen Regenfällen und Nebel.
Das ganze Jahr über ist das Klima durch eine hohe Luftfeuchtigkeit geprägt, was zu einem eher rauen, kühlen Gefühl führt. Der Frühling und Herbst sind vergleichsweise kurz, mit plötzlichen Temperaturwechseln und viel Regen. Die Übergänge zwischen den Jahreszeiten sind oft abrupt.

Magadan ist aufgrund seines subarktischen Klimas besonders bekannt für seine extremen Winterbedingungen, die für die Region typisch sind und das Leben dort erheblich beeinflussen.
|                       | Jan   | Feb   | Mär   | Apr  | Mai  | Jun  | Jul  | Aug  | Sep  | Okt  | Nov   | Dez   |   |      |
| Mittl. Tagesmax. (°C) | −14,8 | −12,7 | −8,3  | −2,2 | 4,6  | 10,9 | 14,3 | 14,9 | 10,1 | 1,0  | −8,7  | −12,9 | ⌀ | −0,3 |
| Mittl. Tagesmin. (°C) | −19,5 | −18,2 | −15,0 | −8,3 | −1,0 | 4,5  | 8,8  | 9,2  | 4,6  | −4,2 | −13,5 | −17,4 | ⌀ | −5,8 |
|                       |       |       |       |      |      |      |      |      |      |      |       |       |   |      |
| Niederschlag (mm)     | 14    | 14    | 11    | 28   | 46   | 53   | 69   | 72   | 81   | 74   | 45    | 27    | Σ | 534  |
|                       |       |       |       |      |      |      |      |      |      |      |       |       |   |      |
| Regentage (d)         | 4     | 4     | 3     | 6    | 7    | 7    | 9    | 9    | 9    | 9    | 8     | 5     | Σ | 80   |

| −19,5 |

| −18,2 |

| −15,0 |

| −8,3 |

| −1,0 |

| 4,5 |

| 8,8 |

| 9,2 |

| 4,6 |

| −4,2 |

| −13,5 |

| −17,4 |

| −19,5 |

| −18,2 |

| −15,0 |

| −8,3 |

| −1,0 |

| 4,5 |

| 8,8 |

| 9,2 |

| 4,6 |

| −4,2 |

| −13,5 |

| −17,4 |

## Wirtschaft und Verkehr

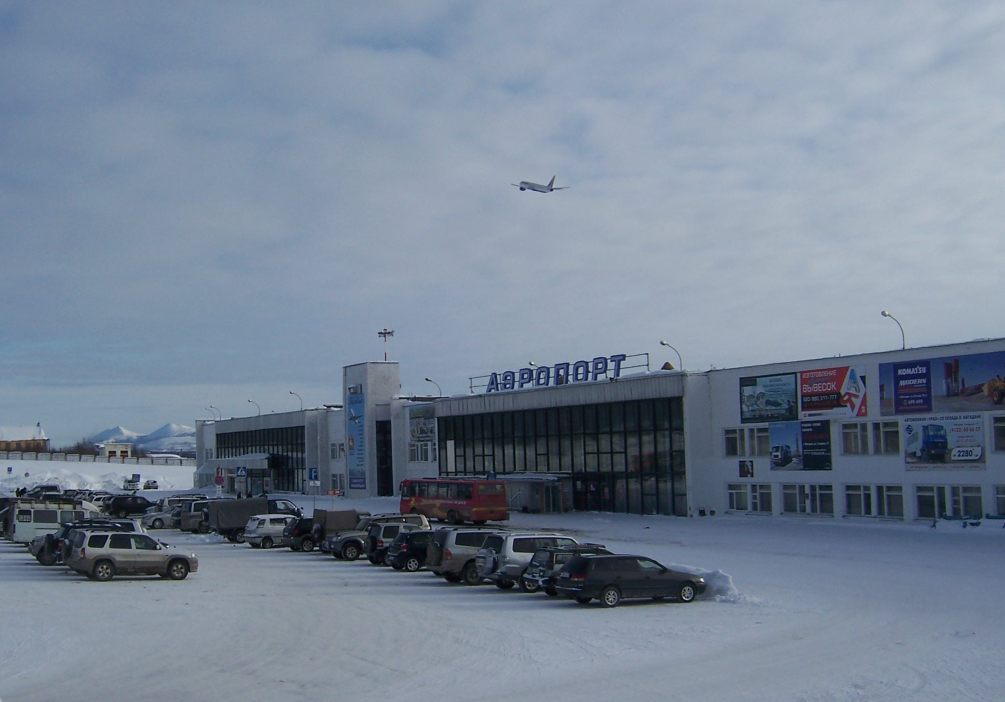
Flughafen Magadan-Sokol (2014)

In der Stadt werden Bergbauausrüstungen hergestellt. Ferner bestehen Fischverarbeitungs-, Maschinenbau- und Metallverarbeitungsbetriebe. 1933 wurde ein großes Elektrizitätswerk gebaut, welches eine Leistung von 672 Megawatt erbringt. Seit 1962 gibt es auch ein Heizkraftwerk.
Der für Nordostrussland bedeutende Seehafen ist ganzjährig schiffbar. Daneben verfügt Magadan über den internationalen Flughafen Sokol. Die Stadt ist über die föderale Fernstraße R504 Kolyma an das russische Straßennetz angeschlossen. In Nischni Bestjach bei Jakutsk schließt diese an die föderale Fernstraße A360 Lena an. Ab den 2000er-Jahren wurden eine Vielzahl von fehlenden oder beschädigten Brücken insbesondere auf dem Abschnitt zwischen Jakutsk und Magadan neu errichtet oder repariert; zum Teil ist auch die Routenführung neu: über Ust-Nera anstelle des zuvor südlicheren Verlaufes über Oimjakon. Lediglich der Lena-Nebenfluss Aldan wird noch per Autofähre beziehungsweise im Winter über das Eis überquert (Stand 2020).
In Magadan befindet sich eine Monitoring-Station des SDKM-Systems.

## Kultur und Sehenswürdigkeiten
Die russisch-orthodoxe Kathedrale zur heiligen Dreifaltigkeit ist 71,2 Meter hoch und die größte orthodoxe Kirche im russischen Fernen Osten. Die Kirche wurde ab dem Jahr 2001 im Gedenken an die Opfer politischer Repression auf den Fundamenten eines nie vollendeten Hauses der Sowjets errichtet. Am 1. September 2011 wurde die Kathedrale vom Patriarchen Kyrill I. eingeweiht.
In Magadan gibt es ein Denkmal zu Ehren der Opfer der stalinschen Repressionen, welches am 12. Juni 1996 eingeweiht wurde. Es trägt den Namen Maske der Trauer und wurde von Ernst Neiswestny entworfen. Im Inneren des Denkmals befindet sich die Nachbildung einer typischen Gefängniszelle, in der die politischen Gefangenen während der Stalin-Ära saßen. Am 24. September 2008 besuchte der damalige russische Präsident Dmitri Medwedew das Denkmal und legte Blumen nieder.

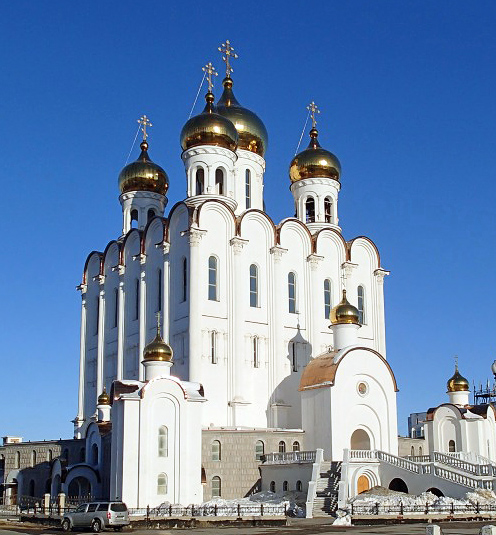
Kathedrale zur heiligen Dreifaltigkeit in Magadan (2009)
Denkmal Maske der Trauer (2008)
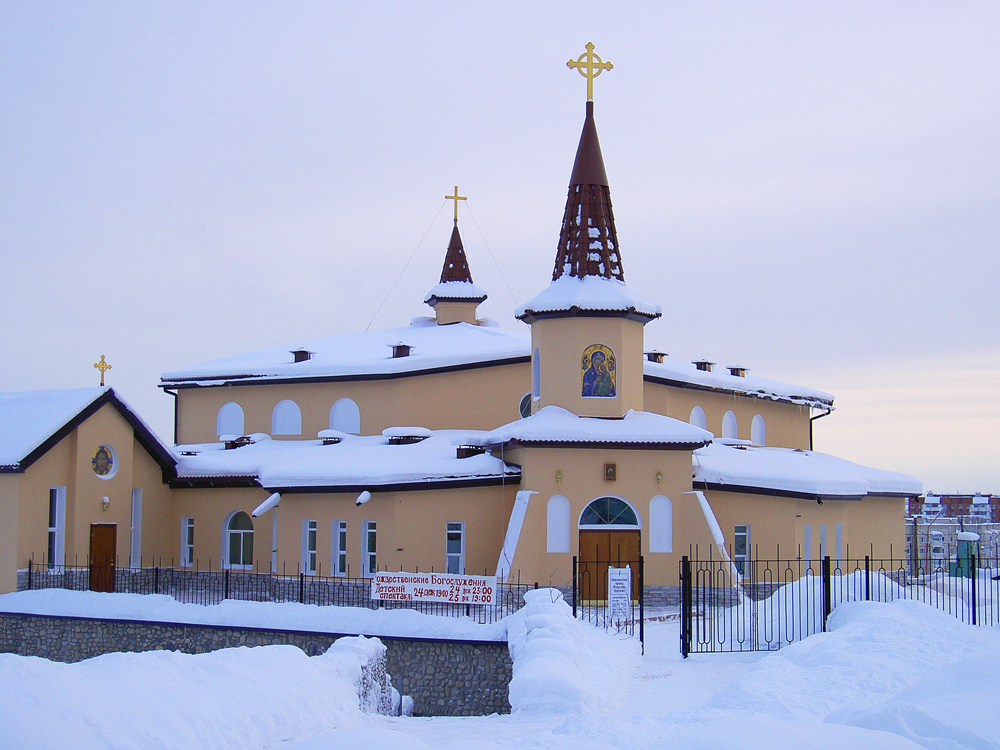
Kirche (2007)

## Politik

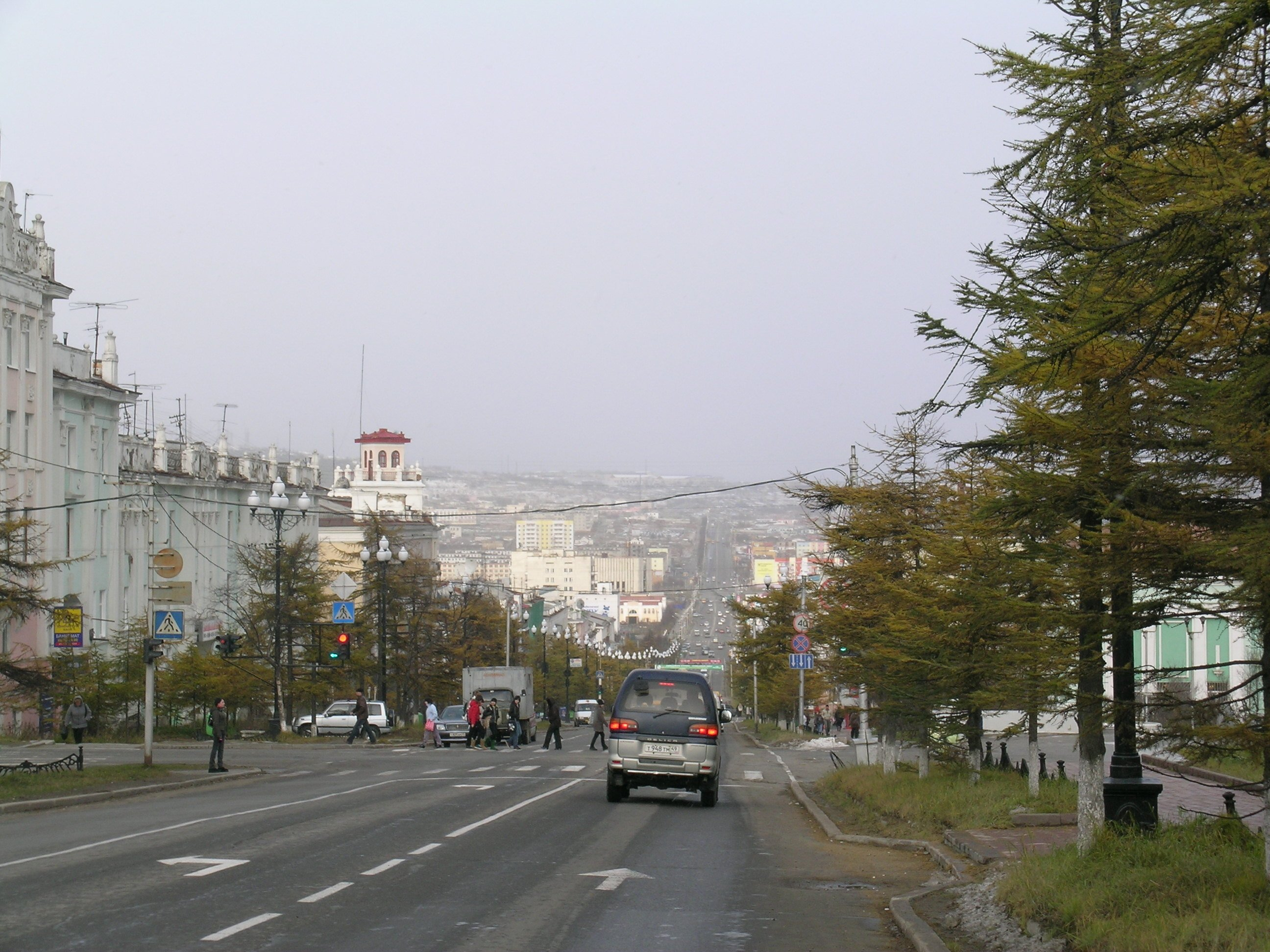
Lenin-Straße (2008)

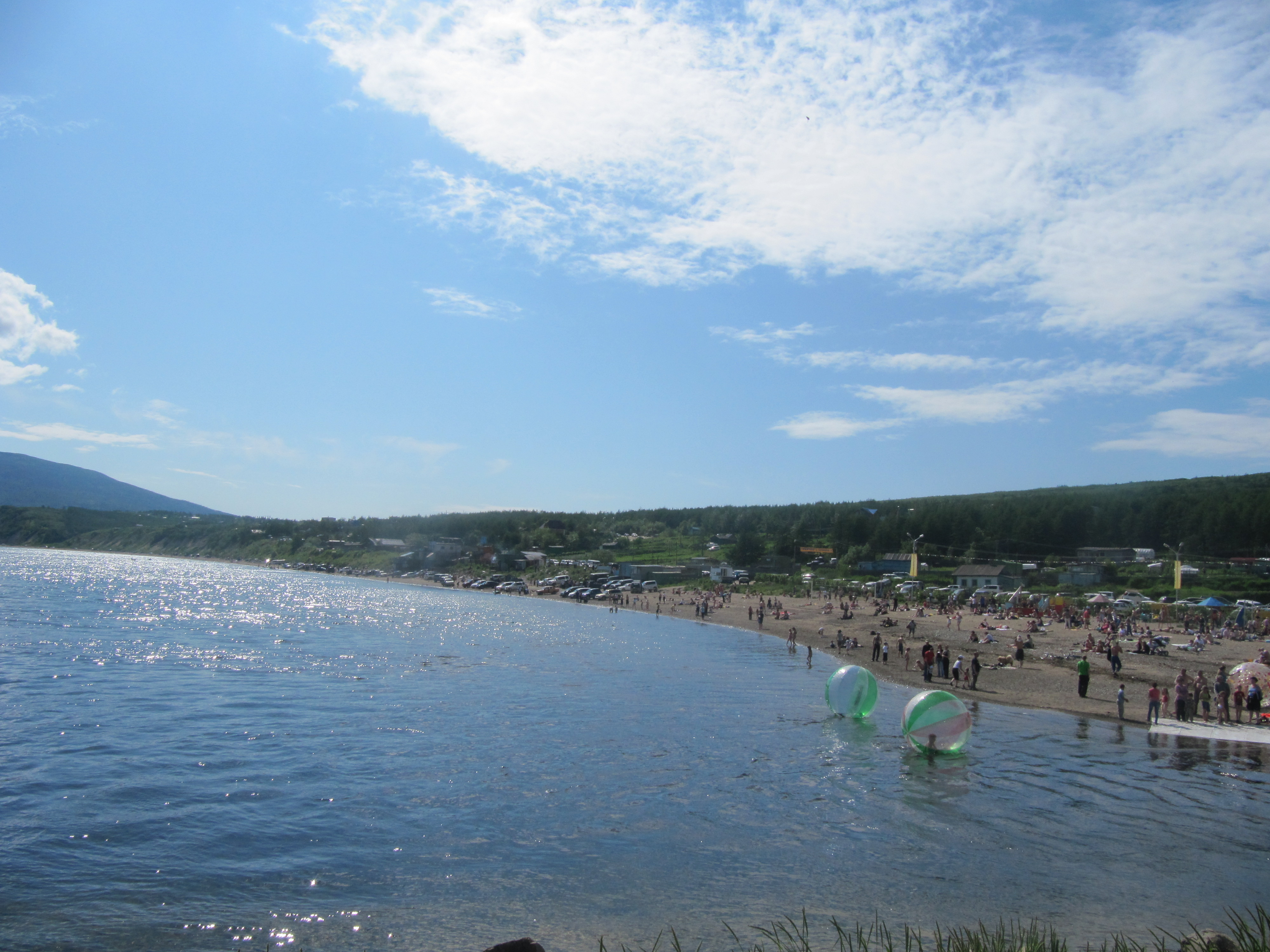
Strand (2011)

Der Bürgermeister der Stadt Magadan, Andrei Popow (Einiges Russland), wurde am 6. Mai 2014 in sein Amt gewählt.
Bei der Präsidentschaftswahl in Russland 2012 stimmten 52,91 Prozent der Magadaner für Wladimir Putin, 22,10 Prozent für Gennadi Sjuganow, 11,26 Prozent für Michail Prochorow, 8,79 Prozent für Wladimir Schirinowski und 3,91 Prozent für Sergei Mironow.

## Weiterführende Bildungseinrichtungen
- Filiale der Staatlichen Technischen Universität Chabarowsk
- Filiale der Staatlichen Juristischen Akademie Moskau
- Nordöstliche Staatliche Universität (Северо-Восточный государственный университет)
- Institut der biologischen Probleme des Nordens
- Institut zur Erforschung der Unterwasserwelt

## Medien
Auflagenstärkste Regionalzeitung und zugleich Amtsblatt der Oblastverwaltung ist die seit 1932 erscheinende Magadanskaja prawda.

## Söhne und Töchter der Stadt
- Wladimir Schmeljow (1946–2023), Pentathlet
- Anatoli Bykow (* 1953), Ringer und Olympiasieger (1976)
- Pawel Winogradow (* 1953), Raumfahrer
- Ilgvars Misāns (* 1955), lettischer Historiker und Hochschullehrer
- Wiktor Rybakow (* 1956), Boxer
- Jascha Nemtsov (* 1963), Pianist und Musikwissenschaftler
- Jelena Välbe (* 1968), Skilangläuferin
- Natallja Ryschankowa (* 1972), Biathletin
- Dmitri Ipatow (* 1984), Skispringer
- Jekaterina Litwinzewa (* 1986), Pianistin
- Sasha Luss (* 1992), Model und Schauspielerin
- Alexandra Kustowa (* 1998), Skispringerin
- Anna Schukowa (* 1999), Skispringerin
- Alexander Milanin (* 2000), Nordischer Kombinierer

## Weitere Persönlichkeiten
Von 1946 bis 1949 lebte hier die deutsche Literaturwissenschaftlerin Trude Richter zwischen der Haftentlassung aus dem Gulag und nachfolgender Verbannung nach Ust-Omtschug. Der Sänger Michail Schufutinski trat von 1971 bis 1974 regelmäßig in einem der Restaurants von Magadan auf.

## Städtepartnerschaften
- Anchorage, Vereinigte Staaten, seit 1991
- Tonghua, Volksrepublik China, seit 1992
- Jelgava, Lettland, seit 2006
- Slatiza, Bulgarien, seit 2012
- Shuangyashan, Volksrepublik China, seit 2013